# 網頁超文本應用技術工作小組
网页超文本应用技术工作小组（英語：Web Hypertext Application Technology Working Group，縮寫：WHATWG），是一個以推動網路HTML標準為目的而成立的組織。在2004年，由Apple公司、Mozilla基金會和Opera軟體公司所組成。
目前WHATWG技術文件的編者伊恩·希克森已在Google公司任職。微軟公司的工程師克里斯·威爾遜（Chris Wilson）曾被邀請，但他以缺乏專利政策的理由拒絕加入。

## 历史
WHATWG是針對全球資訊網協會（W3C）網頁標準的發展緩慢，以及W3C意图放弃HTML轉而发展以XML為基礎的技术而成立。WHATWG邮件列表公布于2004年6月4日，兩天前，Mozilla─Opera聯合立場文件在W3C成員所主辦的W3C研討會兩天後被否決了。
2007年4月10日，Mozilla基金會、Apple公司、Opera軟體公司建议W3C的新HTML工作群組採用WHATWG的HTML5為工作的起點，並将新的HTML命名为“HTML5”。2007年5月9日，新的HTML工作组采纳了他们的建议。
在WHATWG，編輯者對規範有很大的控制權，但社群可以影響編輯者的決策。在一個案例中，編輯者伊恩·希克森提出更通用的<data>標籤替換<time>標籤，但社群不同意並且修改被還原。

## 外部連結
- WHATWG官方首頁 （页面存档备份，存于）